# 哀姜
哀姜（？—前660年），鲁庄公的夫人。
鲁庄公二十四年（前670年），秋季，哀姜到鲁国嫁给鲁庄公，妹妹叔姜随嫁，庄公让同姓大夫的夫人相见。见时以玉帛作为见面礼，大夫夏甫不忌指出这是不合于礼的，但庄公不听。未嫁时，鲁庄公就多次去齐国与哀姜行房。哀姜嫁入鲁国后，又和庄公庶弟庆父、叔牙私通，还想立庆父为君。鲁庄公三十二年（前662年），鲁庄公死后，孟任生的长子子般继位。庆父与哀姜合谋杀死子般，赶走弟弟季友。立叔姜的儿子公子启方继位，即鲁闵公。庆父与哀姜淫行更甚。前660年，庆父想自立为君，与哀姜谋杀闵公，季友立公子申为为鲁僖公。哀姜逃至邾国，庆父逃至莒国自缢而死，齐桓公得知哀姜所为，召来哀姜，鸩杀之。前658年夏五月辛巳，鲁国葬小君哀姜。
《史记》载哀姜为齐僖公女，误，因哀姜出嫁在齐僖公去世后二十七年，如系僖公女，已非婚龄。王先谦《诗三家义集疏》指出哀姜是齐襄公在位末期所生的女儿，在叔父齐桓公年间成年并出嫁。